# Ferro pudlado
Ferro pudlado é um produto siderúrgico dútil, forjável, composto por ferro metálico com teor de carbono menor que 0,1% e contendo numerosas partículas de escória em seu interior, muito utilizado nas obras de ferro pelo mundo entre 1750 e 1900. A Torre Eiffel foi fabricada com ferro pudlado, assim como os trilhos e as pontes ferroviárias no Brasil e no mundo, naquele período.  Sua matéria prima é o ferro-gusa, uma liga de ferro com 4% de carbono, produzida em um alto-forno. Essa liga era aquecida num forno reverberatório em que o metal era fundido e agitado, para reduzir o teor de carbono por reação com o oxigênio, ou do ar ou de óxidos de ferro misturados ao metal. Com a redução do teor de carbono, a temperatura do forno era insuficiente para manter o metal líquido. o metal, no estado pastoso, era revolvido com uma longa barra de ferro, para dar continuidade á reação do oxigênio com o carbono ainda presente. Ao ser revolvido, o ferro aprisionava uma pequena quantidade de escória em seu interior.  
O processo de fabricação do ferro pudlado trouxe um ganho de produtividade que permitiu a expansão da siderurgia no mundo ao longo do século 19. Foi suplantado pelo desenvolvimento dos processos que produziam ferro e aço no estado líquido, com os processos Bessemer, Thomas e Siemens-Martin, em meados do século 19. Sua substituição foi lenta, e mesmo no final do século 19 a maior parte do ferro produzido no mundo ainda usava  o processo de pudlagem. No Brasil, como a quantidade de ferrio-gusa produzida era minima, não houve produção local de ferro pudlado.